# Andres Reyes Jr.
Pour les articles homonymes, voir Reyes.
 (avril 2025).
Andres Bernal Reyes Jr. (né le 11 mai 1950) est un avocat philippin qui a été juge associé à la Cour suprême des Philippines de 2017 à 2020. Il est nommé juge président par Rodrigo Duterte en 2017, remplaçant l'ancien juge Bienvenido L. Reyes,.

## Biographie

### Carrière
Andres Reyes Jr. est le premier diplômé en droit athénien nommé par Rodrigo Duterte, il a précédemment siégé au tribunal métropolitain de première instance de Makati, et au tribunal régional de première instance de San Mateo et a commencé à travailler comme juge associé de la cour d'appel en 1999.
En 2010, il a été nommé juge président de la Cour d’appel.